# Парламентарни систем
Парламентарни систем или парламентаризам је назив за друштвено-политичко уређење у коме је извршна власт неке земље чврсто повезана, односно подређена законодавној власти коју чини парламент. То значи да парламент бира извршну власт (коју обично води шеф владе), те је у случају изгласавања неповјерења способан замијенити. Зависно од тога да ли је шеф државе монарх или предсједник парламентарни систем може бити: Уставна монархија и Парламентарна република. Парламентарни систем се разликује од предсједничког у коме је начелно оштро извршена диоба власти, односно извршна и законодавна власт су међусобно одвојене. Својствени хибрид постоји у тзв. полупредсједничком систему.

## Историја
Од давнина, када су друштва била племенска, постојали су савети или старешина чије су одлуке процењивале сеоске старешине. На крају, ови савети су полако еволуирали у модеран парламентарни систем.
Први парламенти датирају из Европе у средњем веку: тачније 1188. године Алфонсо IX, краљ Леона (Шпанија) сазвао је три државе у Кортесу Леона. Рани пример парламентарне владе развио се у данашњој Холандији и Белгији током Холандске побуне (1581), када су суверену, законодавну и извршну власт преузеле Сталешке државе Холандије од монарха, шпанског краља Филипа II. Савремени концепт парламентарне владе појавио се у Краљевини Великој Британији између 1707. и 1800. године, заједно са његовим савремеником, парламентарним системом у Шведској између 1721. и 1772. године.
У Енглеској је Симон де Монфор упамћен као један од очева представничке власти по сазивању два позната парламента. Први, 1258. године, лишио је краља неограничене власти, а други, 1265. године, укључио је обичне грађане из градова. Касније, у 17. веку, Парламент Енглеске је био пионир неких идеја и система либералне демократије који су кулминирали Славном револуцијом и усвајањем Повеље о правима 1689.
У Краљевини Великој Британији, монарх је, теоретски, председавао кабинетом и бирао министре. У пракси, неспособност краља Џорџа I да говори енглески довела је до тога да је одговорност за председавање кабинетом припала водећем министру, дословно премијеру или првом министру, Роберту Волполу. Постепена демократизација парламента са проширењем бирачког права повећала је улогу парламента у контроли владе и одлучивању од кога би краљ могао тражити да формира владу. До 19. века, Закон о великој реформи из 1832. довео је до парламентарне доминације, при чему је његов избор неизбежно одређивао ко је премијер и какав је изглед владе.

## Карактеристике
Парламентарни систем може бити или дводомни, са два дома парламента (или домова) или једнодомни, са само једним парламентарним домом. Дводомни парламент се обично састоји од директно изабраног доњег дома са овлашћењем да одреди извршну владу, и горњег дома који се може именовати или бирати кроз другачији механизам од доњег дома.

### Типови
Научници који изучавају демократију, као што је Аренд Лијфарт, разликују две врсте парламентарних демократија: Вестминстерски и Консензус систем.

#### Вестминстерски систем
- Вестминстерски систем се обично налази у Заједници нација и земљама које су биле под утицајем британске политичке традиције.[12][13][14] Ови парламенти имају тенденцију да имају више контрадикторан стил дебате и пленарна седница парламента је важнија од одбора. Неки парламенти у овом моделу се бирају коришћењем плуралног система гласања (већински изворни систем), као што су Уједињено Краљевство, Канада и Малезија, док други користе неки облик пропорционалне заступљености, као што су Ирска и Нови Зеланд. Представнички дом Аустралије бира се коришћењем гласања са тренутним утицајем, док се Сенат бира пропорционалном заступљеношћу путем једног преносивог гласа. Без обзира на то који систем се користи, системи гласања имају тенденцију да дозвољавају бирачима да гласају за именованог кандидата, а не за затворену листу.

#### Систем консензуса
- Западноевропски парламентарни модел (нпр. Шпанија, Немачка) има тенденцију да има консензуснији систем дебате и обично има полукружне дебатне коморе. Системи консензуса имају већу тенденцију да користе пропорционалну заступљеност са отвореним партијским листама него законодавна тела Вестминстерског модела. Комитети ових парламената имају тенденцију да буду важнији од пленарне коморе. Парламенти неких западноевропских земаља (на пример, у Холандији, Луксембургу и Шведској) примењују принцип дуализма као облик поделе власти. У земљама које користе овај систем, посланици морају да поднесу оставку на место у парламенту након што буду именовани (или изабрани) за министра. Министри у тим земљама обично активно учествују у парламентарним дебатама, али немају право гласа.